# Christopher Neumayer
Christopher Neumayer (29 aprile 1992) è un ex sciatore alpino austriaco.

## Biografia
Specialista delle prove veloci originario di Radstadt e attivo dal dicembre del 2007, Neumayer ha esordito in Coppa Europa il 23 gennaio 2012 a Zell am See in slalom gigante e in Coppa del Mondo il 10 gennaio 2015 ad Adelboden nella medesima specialità, in entrambi i casi senza completare la prova. In Coppa Europa ha colto la prima vittoria, nonché primo podio, il 23 gennaio 2015 a Val-d'Isère in supergigante, l'ultima vittoria il 14 febbraio 2019 a Sarentino in discesa libera e l'ultimo podio il 20 dicembre 2022 a Sankt Moritz nella medesima specialità (2º); ha ottenuto il miglior risultato in Coppa del Mondo il 20 gennaio 2024 a Kitzbühel in discesa libera (12º) e si è ritirato al termine della stagione 2024-2025: la sua ultima gara in carriera è stata la discesa libera di Coppa del Mondo disputata il 22 febbraio a Crans-Montana, chiusa da Neumayer al 43º posto. Non ha preso parte a rassegne olimpiche o iridate.

## Palmarès

### Coppa del Mondo
- Miglior piazzamento in classifica generale: 105º nel 2019

### Coppa Europa
- Miglior piazzamento in classifica generale: 5º nel 2019
- Vincitore della classifica di discesa libera nel 2018
- 13 podi:
  - 4 vittorie
  - 6 secondi posti
  - 3 terzi posti

#### Coppa Europa - vittorie
| Data             | Località              | Paese    | Specialità |
| ---------------- | --------------------- | -------- | ---------- |
| 23 gennaio 2015  | Val-d'Isère           | Francia  | SG         |
| 10 dicembre 2015 | Sölden                | Austria  | SG         |
| 6 marzo 2018     | Lillehammer Kvitfjell | Norvegia | DH         |
| 14 febbraio 2019 | Sarentino             | Italia   | DH         |

Legenda:

DH = discesa libera

SG = supergigante

### Campionati austriaci
- 2 medaglie:
  - 2 bronzi (slalom gigante nel 2015; supergigante nel 2017)